# From Here to Eternity (album)
From Here to Eternity är synthgruppen Adolphson & Falks  engelska version av Med rymden i blodet, och utgavs 1983. Det har dock en annan låtföljd än på Med rymden i blodet.

## Låtlista
A1. They Put My Baby On The Air	3:49

A2. Just A Machine	        4:20

A3. Waves In The Air	        3:34

A4. Fifth Avenue	        5:51

B1. Body Machine	        3:32

B2. From Here To Eternity	5:20

B3. Stockholm Serenade	        3:41

B4.Sheer Attraction	        4:53

Bonus Låtar på CD versionen:
- Flashing Blue	4:46
- Astronaut	4:48